# Cono di Taylor

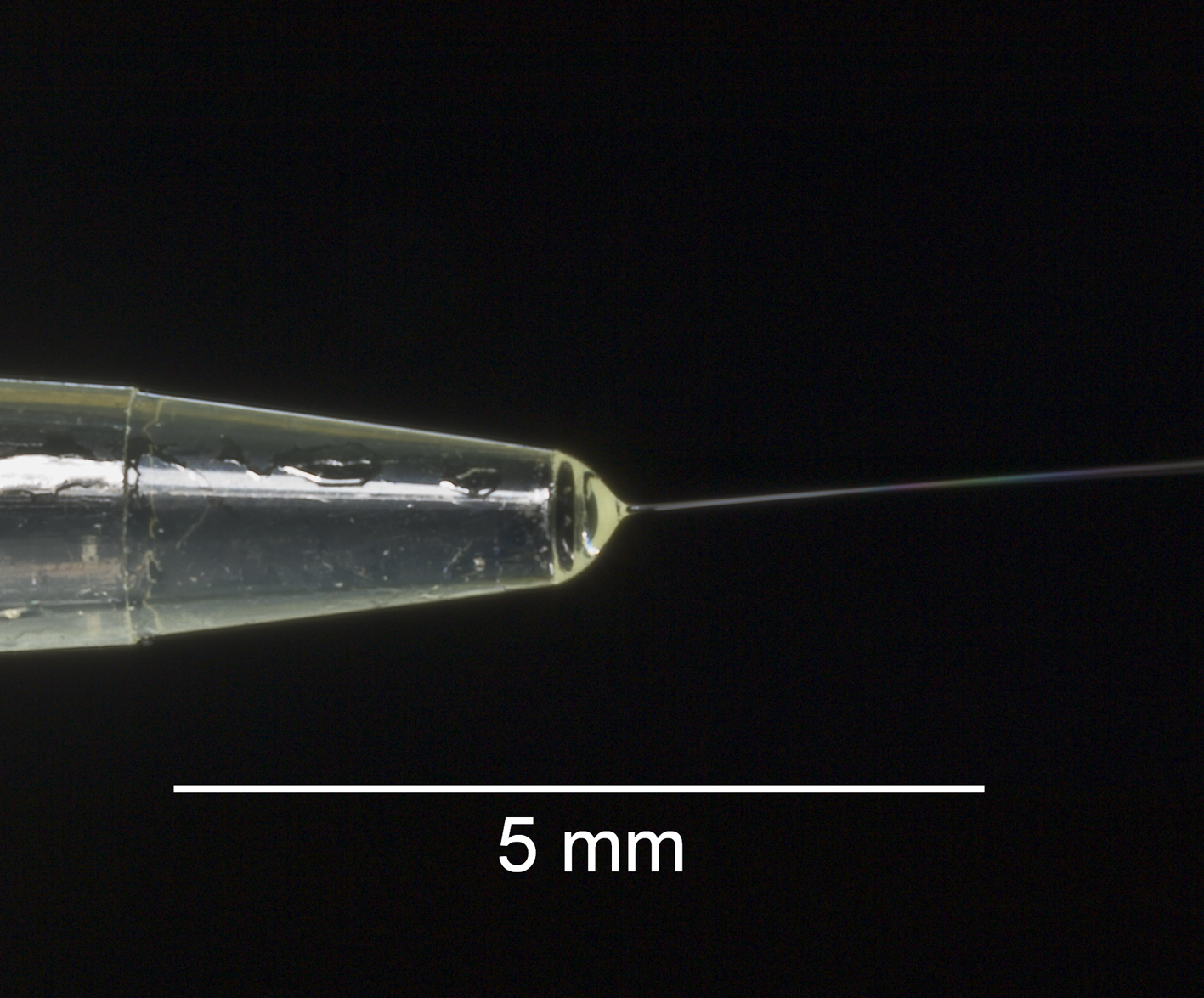
La fotografia del menisco di una soluzione acquosa di alcool polivinilico mostra una fibra filata da un cono di Taylor mediante il processo di elettrofilatura

Si definisce cono di Taylor il cono osservato nell'elettrofilatura, nell'elettrospray e in generale nei processi idrodinamici spray nei quali un getto di particelle cariche viene emanato al di sopra di una tensione di soglia.
Oltre all'elettrospray in spettrometria di massa, il cono di Taylor è importante nella propulsione elettrica a emissione di campo e nel propulsore colloidale usato nei controlli fini ad alta efficienza (bassa potenze) nella propulsione dei veicoli spaziali.

## Storia
Questo fenomeno fu descritto da Sir Geoffrey Ingram Taylor nel 1964 prima dell'invenzione dell'elettrospray.
Il suo lavoro segue quello di Zeleny che, nel 1917, fotografò un getto conico (cone-jet) di glicerina sotto l'effetto di un campo elettrico e alcuni altri lavori:  Wilson e Taylor (1925), Nolan (1926) e Macky (1931).
Taylor era inizialmente interessato al comportamento di goccioline d'acqua in forti campi elettrici, come durante i temporali.

## Formazione del cono di Taylor

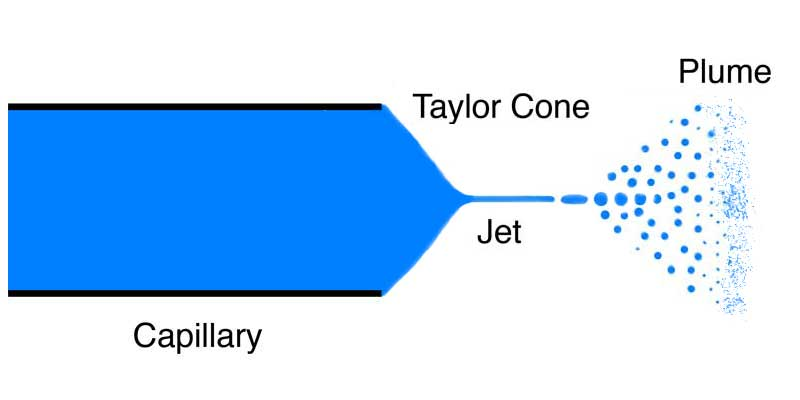
Diagramma di elettrospray mostrante il cono di Taylor, il getto ed il pennacchio

Quando un piccolo volume di liquido elettricamente conduttore è esposto a un campo elettrico, la forma della superficie del liquido incomincia a deformarsi a causa della perdita di tensione superficiale. Aumentando il voltaggio, l'effetto del campo elettrico diventa maggiore e più si avvicina al campo più una forza agisce sulla tensione superficiale della goccia formando un cono che comincia con la formazione di una goccia e di una punta convessa. Quando si raggiunge una certa soglia di voltaggio la punta si inverte leggermente ed emette un getto di liquido. Questo è chiamato getto conico (cone-jet) ed è l'inizio dell'elettrospray in cui gli ioni possono essere trasferiti in fase gassosa. Generalmente per ottenere un cono stabile bisogna lavorare ad un voltaggio leggermente superiore al valore limite. Aumentando il voltaggio molto spesso si osservano anche altri modi di rottura delle gocce. Il nome cono di Taylor può riferirsi precisamente al limite teorico per la formazione di un cono perfetto di angolo definito o al cono approssimato che si sviluppa durante il processo di elettrospray.

## Teoria
Sir Geoffrey Ingram Taylor nel 1964 descrisse questo fenomeno, derivato teoricamente dall'assunzione generale che il requisito per la formazione di un cono perfetto è un angolo semiverticale di 49.3° (un angolo intero di 98.6°) e dimostrò che è la forma teorica per la formazione di un cono prima dell'inizio del getto. Questo angolo è chiamato angolo di Taylor. Il suo valore è: {\displaystyle \pi -\theta _{0}} dove {\displaystyle \theta _{0}} è il primo zero di {\displaystyle P_{1/2}(\cos \theta _{0})} (il polinomio di Legendre di ordine 1/2).
La dimostrazione di Taylor è basata su due assunzioni:
1. la superficie del cono è equipotenziale;
2. il cono esiste in uno stato di equilibrio statico.

Per rispettare entrambi questi criteri il campo elettrico deve avere una simmetria azimutale e avere una dipendenza {\displaystyle {\sqrt {R}}} dal valore della tensione superficiale per produrre il cono. La soluzione a questo problema è:
{\displaystyle V=V_{0}+AR^{1/2}P_{1/2}(\cos \theta _{0})}
dove {\displaystyle V=V_{0}} (superficie equipotenziale) esiste come valore di {\displaystyle \theta _{0}} (non dipendente da R) e produce un cono equipotenziale. L'angolo necessario perché {\displaystyle V=V_{0}} è 0 per tutti i valori di R {\displaystyle P_{1/2}(\cos \theta _{0})} tra 0 e {\displaystyle \pi } che è solo uno: 130.7099°. L'angolo complementare a questo è l'angolo di Taylor.